# 贝维尔勒孔特
贝维尔勒孔特（法語：Béville-le-Comte，法語發音：[bevil lə kɔ̃t]）是法国厄尔-卢瓦省的一个市镇，属于沙特尔区。

## 地理
贝维尔勒孔特（48°26'11"N, 1°42'48"E）面积20.12 平方千米，位于法国中央-卢瓦尔河谷大区厄尔-卢瓦省，该省份为法国北部内陆省份，北起顺时针与厄尔省、伊夫林省、埃松省、卢瓦雷省、卢瓦-谢尔省、萨尔特省和奧恩省接壤。
与贝维尔勒孔特接壤的市镇（或旧市镇、城区）包括：安波、瓦斯、鲁万维尔。

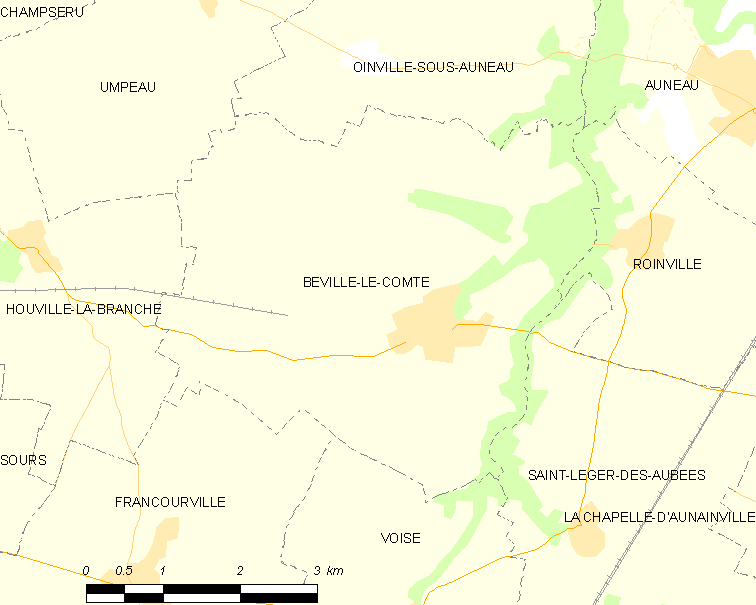
贝维尔勒孔特的OSM定位图

贝维尔勒孔特的时区为UTC+01:00、UTC+02:00（夏令时）。

## 行政
贝维尔勒孔特的邮政编码为28700，INSEE市镇编码为28039。

## 政治
贝维尔勒孔特所属的省级选区为欧诺县。

## 人口

1962-2008年间贝维尔勒孔特人口变化图示

贝维尔勒孔特于2022年1月1日时的人口数量为1693人。